# Gwen Araujo
Gwen Amber Rose Araujo (n. 24 februarie 1985, Newark, New Jersey, SUA – d. 4 octombrie 2002, Newark, New Jersey, SUA) a fost o adolescentă transgen cu probleme în găsirea adevăratei identități sexuale, care a fost ucisă de mai multe persoane în timpul unui atac. Deși din punct de vedere biologic s-a născut bărbat, având numele Edward Araujo, Jr., în pre-adolescență ea a început să poarte haine de damă, schimbându-și numele în Gwen. La vârsta de șaptesprezece ani, Araujo a fost omorâtă de un grup de patru tineri, care au bătut-o cu sălbăticie timp de cinci ore, pentru ca apoi să o stranguleze și să o îngroape într-o pădure.
Circumstanțele crimei au transformat acest caz într-unul dintre cele mai mediatizate anchete ce au avut în prim-plan uciderea unei persoane transgen. Viața lui Araujo a fost imortalizată în filmul O fată ca mine (2006), iar diverse grupuri ce susțin comunitatea LGBT au lansat în memoria lui Gwen campanii pentru a ajuta oamenii să înțeleagă adevăratele probleme cu care se confruntă persoanele cu o orientare sexuală diferită.

## Biografie
Araujo s-a născut biologic bărbat, la data de 24 februarie 1985, având numele Edward Araujo, Jr., în orașul Newark din statul California, S.U.A.. În memoria familiei sale, ea a rămas un copil fericit și plin de energie, care a dorit să fie femeie încă din copilărie, dorința sa accentuându-se odată cu înaintarea în vârstă. În adolescență, înainte de a fi ucisă, Araujo începuse să poarte haine de damă și să se comporte ca atare. Înainte de a fi blamată de către societate pentru identitatea ei sexuală, Araujo a studiat într-o școală publică și a participat la slujbele oficiate în biserica din oraș. După ce a fost renegată de colegii și profesorii săi, care o batjocoreau frecvent, Gwen a încetat să frecventeze liceul Newark Memorial înainte de a-l absolvi. Conform spuselor mamei sale, ea nu a putut să își găsească o slujbă stabilă din cauza intoleranței create prin tranziția graduală dintre genuri.

### Moartea
Araujo, care la vârsta de șaptesprezece ani se prezenta cu numele „Lida”, a intrat într-un cerc de prieteni. Acest grup de tineri obișnuia să își petreacă timpul liber jucând domino, consumând droguri și alcool în casa în care urma să fie ucisă Araujo. Gwen a fost implicată în activități sexuale (orale) cu cel puțin doi băieți din acest grup.
La câteva săptămâni după ce i-a cunoscut pe acești tineri, Araujo a fost invitată la o petrecere organizată în locuința în care ei se întâlneau frecvent. Deși mama sa i-a cerut să nu participe și s-a declarat neîncrezătoare, Gwen a decis să ia parte la această reuniune. Acela a fost momentul în care mama sa, Sylvia Guerrero, a văzut-o pentru ultima oară în viață.
La petrecerea care a avut loc la data de 3 octombrie, 2002 tinerii au descoperit, după o „inspecție forțată” făcută de o fată din grup (Nicole Brown), că Araujo are organe sexuale masculine. Din momentul în care au aflat că Gwen era biologic bărbat, tinerii care au întreținut relații sexuale cu ea au devenit agitați, iar unul dintre ei, Mike Magidson, a început să o sugrume în holul casei. În acel moment, mulții dintre invitații la petrecere au părăsit locuința, doar Jose Merel și Jaron Nabors preferând să rămână în casă, alături de Mike Magidson. Jason Cazares a declarat că a plecat de la locul crimei, deși el s-a aflat în camioneta cu ajutorul căreia criminalii au transportat cadavrul victimei. Cei trei rămași în locuință au continuat să o molesteze în mod continuu pe Araujo timp de cinci ore. Jose Merel a lovit-o în cap pe victimă cu o tigaie și o conservă, lovituri care i-au provocat o rană profundă și o hemoragie puternică. Mike Magidson a lovit-o cu capul de pereții încăperii cu atâta forță încât tencuiala de pe aceștia a căzut. Apoi, Araujo a fost dusă în garajul casei, unde a fost sugrumată cu o funie. Conform unei mărturii, în timp ce Gwen era strangulată, Jose Merel curăța petele de sânge de pe covoarele din casă. Araujo a fost legată la gură, învăluită cu o pătură și pusă pe bancheta unei autocamionete. Cei trei criminali, împreună cu Jason Cazares au dus corpul acesteia într-un parc din El Dorado County, California, într-o zonă de pădure situată la marginea munților Sierra Nevada cunoscută sub numele de „Silver Fork”. În acel loc, cei patru au îngropat-o superficial pe Gwen. Conform anchetei oficiale, nu este clar momentul în care Araujo a fost ucisă, dar autopsia efectuată de medicii legiști a confirmat faptul că victima a murit din cauza strangulării și a hemoragiei puternice promovate de rana profundă din zona capului.

## Descoperirea cadavrului și arestarea criminalilor
Temându-se de eventualele represalii, grupul de atacatori nu a raportat poliției crima săvârșită și au stabilit un legământ, conform căruia niciunul dintre ei nu avea să mărturisească asasinarea lui Gwen Araujo, indiferent de circumstanțele care apar. Totuși, Jaron Nabors i-a povestit unui prieten fapta săvârșită, lucru care s-a dovedit crucial în descoperirea cadavrului victimei, deoarece acea persoană l-a raportat la poliție pe Nabors. În timpul interogării, Jaron Nabors avea să dezvăluie locația în care era îngropat corpul lui Araujo și detalii legate de moartea acesteia.
Departamentul șerifului din Comitatul Alameda a trimis patru anchetatori și doi detectivi pentru a ridica cadavrul victimei. Echipa a fost condusă spre locul în care era îngropată Araujo de către cel mai tânăr participant la crimă, Jaron Nabors, în data de 16 octombrie, 2002. Cele patru persoane acuzate de crimă au fost Michael Magidson (22 ani), Jaron Nabors (19 ani) și frații José (22 ani) și Paul Merél. Ultimul menționat a fost rapid eliberat din arest datorită unei mărturii depuse de prietena acestuia, conform căreia Paul Merél și-a petrecut timpul din noaptea crimei cu ea. Cei doi au fost puși sub acuzare ulterior, și au devenit martori-cheie în cadrul anchetei.
Nabors a depus mărturie împotriva celorlalți trei criminali, sperând că îi va fi ridicată acuzația de omor cu circumstanțe atenuante, după ce poliția a interceptat un bilet trimis de către Cazares prietenei lui Nabors, în care acesta explica că Nabors nu a fost implicat în uciderea lui Araujo.

## Procese în justiție

### Primul proces
În cadrul primului proces, avocații acuzaților au invocat ca principală cauză a crimei un atac de panică provocat de descoperirea sexului biologic al victimei. Apărarea lui Magidson a recunoscut faptul că acesta a avut un rol în uciderea lui Araujo, dar a adus argumente conform cărora Magidson a acționat instinctiv, fără a fi conștient de urmările faptelor sale și datorită acestor împrejurări fapta sa să fie încadrată, conform legilor statului California, la gradul de omor cu circumstanțe atenuante, nu crimă cu premeditare. Avocatul lui José a negat implicarea acestuia în uciderea lui Gwen. Cazares, singurul acuzat care a depus mărturie în cadrul primului proces și singurul care nu a întreținut relații sexuale cu Araujo, a respins la rândul său acuzația de crimă, dar a recunoscut faptul că a ajutat la îngroparea cadavrului victimei. Martorii acuzării au declarat că acesta a încercat în repetate rânduri să intervină în timp ce Araujo era bătută de către ceilalți atacatori, totul petrecându-se înainte ca invitații de la petrecere să fi părăsit casa în care a fost săvârșită crima.
După ce apărarea lui Nabors și-a exprimat punctul de vedere în legătură cu participarea clientului ei la omor, ceilalți trei acuzați au atacat credibilitatea lui Nabors, sugerând că acesta și-a minimalizat rolul în uciderea lui Gwen Araujo. Jurații au suspendat procesul din cauza lipsei de probe și a credibilității scăzute a martorilor. Completul de judecată nu a reușit să ia o decizie cu privire la încadrarea juridică a crimei (crimă cu premeditare, de gradul întâi sau de gradul doi). Procesul a fost suspendat și din cauza lipsei unei teorii coerente  a procurorilor, conform căreia să fie clar stabilite rolurile avute de către fiecare dintre cei patru acuzați în uciderea lui Gwen Araujo. De asemenea, jurații nu au reușit să determine care dintre cei trei atacatori au săvârșit crima și care au fost complici.

### Cel de-al doilea proces
Spre deosebire de primul proces, în care doar Cazares a depus mărturie, în cel de-al doilea proces toți acuzații au depus mărturii, blamându-se reciproc. José a menționat (ca și martorii acuzării) că unul dintre ei, Cazares, a intervenit în momentul în care Araujo era bătută de către Magidson. José l-a declarat pe Nabors principalul criminal și a precizat că Magidson l-a ajutat să o stranguleze pe Gwen; José Merél a recunoscut că a lovit-o pe victimă cu o tigaie în zona capului, dar că nu a intenționat niciun moment să o omoare. Magidson l-a blamat la rândul său pe Nabors și a susținut că în seara crimei fusese drogat. José și Magidson au scos la iveală faptul că Jaron Nabors a lovit-o pe Araujo cu o greutate în cap, amănunt nedivulgat până în acel moment. În ciuda faptului că pe una dintre greutățile găsite la locul crimei au fost descoperite urme de sânge, Nabors a negat folosirea acelui obiect la uciderea victimei. Prietena lui Nabors a declarat că scrisoarea primită de la acesta conținea un număr de minciuni, scrise pentru a-i garanta atacatorului libertatea.
La data de 24 august 2005 a fost suspendat cazul pentru a doua oară. Judecătorul Chris Lamiero a schimbat strategia inițială a cazului, conform căreia cei trei acuzați erau răspunzători în mod egal de uciderea lui Gwen Araujo și clasificarea faptelor acestora la crimă de gradul întâi. În locul acestui tip de procedură, Lameiro a concentrat întreaga anchetă în jurul lui Magidson pe care l-a numit „un bărbat patetic, demn de dispreț”. La adresa lui Cazares, pe care l-a numit „prietenul criminalului” în repetate rânduri, procurorul a hotărât că, fiind participant la crima comisă de către Magidson, acesta poate fi pus sub aceleași capete de acuzare ca și Magidson. În acel moment, Lamiero nu era sigur de încadrarea corectă a crimei (de primul sau al doilea grad), iar cel mai important lucru la acea perioadă era punerea sub acuzație de crimă a lui Magidson și Cazares. Lamiero și-a închis discursul fără a da multe detalii despre statutul lui José Merél, a cărui condamnare urma să vină din partea juraților.
Avocatul lui Cazares, Tony Serra, a contestat probele slabe aduse împotriva clientului său. Acesta a declarat că juriul ar trebui să dea atenție culpabilității individuale ale celor trei acuzați și să nu ia o decizie pripită, doar pentru a evita un nou proces. Când și-a continuat pledoaria, Serra a menționat că acuzatul Cazares era o persoană obișnuită care a fost prinsă într-o mentalitate de grup negativă (cu privire la îngroparea cadavrului) și l-a atacat pe Nabors în mod direct, numindu-l „un mincinos notoriu” și „o persoană de neîncredere”. Serra a susținut că, dintre cei trei atacatori, doar clientul său a demonstrat afecțiune față de Araujo.
În data de 29 august, avocații lui Merél și Magidson și-au exprimat punctele de vedere finale. Apărătorul lui Merél, William Du Bois, a susținut că acesta era vinovat doar de atac fizic asupra victimei, dar că nu poate fi blamat pentru moartea lui Araujo. Conform mărturiei acestuia, Merél a vrut doar să o sperie pe Gwen în momentul în care a lovit-o cu tigaia în zona capului. Avocatul lui Magidson, Michael Thorman, a încercat să aducă argumente teoriei conform căreia clientul său a reacționat instinctiv, datorită împrejurărilor și a faptului că a fost șocat de identitatea sexuală biologică a victimei. Du Bois și Thorman au contestat puternic credibilitatea lui Nabors.
Pe 30 august, judecătorul Chris Lamiero și-a exprimat punctul de vedere final, acuzându-i în mod direct de crimă pe Magidson și Cazares, acest lucru nefiind valabil și pentru Merél, despre care nu a menționat nimic. Datorită faptului că Nabors a ajutat la descoperirea cadavrului victimei, Lamiero i-a apărat credibilitatea acestuia. Jurații conduși de Harry Sheppard au început deliberările.
La data de 8 septembrie, jurații au făcut public faptul că au dat verdictul pentru doi dintre acuzați, dar aceste lucruri au fost ascunse până la procesul final. În data de 12 septembrie, după ce juriul a declarat suspendarea procesului în cazul celui de-al treilea acuzat, verdictele au fost făcute publice. Conform acestora, procesul lui Cazares a fost oprit, în timp ce Magidson și Merél au fost găsiți vinovați de crimă de gradul doi, pentru care au primit o pedeapsă cu închisoarea de cincisprezece ani.
Într-un interviu acordat tabloidului american San Francisco Chronicle, avocatul Max Stern a precizat că jurații nu au luat în considerare mărturiile depuse de acuzați sau de Nabors. Conform aceleiași surse, jurații nu au crezut că atacatorii au comis o crimă din prudență, deoarece reacțiile lui Magidson și Merél nu au fost rezonabile. Acesta a respins afirmația care spunea că Araujo a fost omorâtă din cauza sexualității sale și a susținut că situația a scăpat de sub control. Juriul i-a considerat pe Magidson și Merél ca fiind principalii vinovați de moartea lui Gwen.
Lamiero i-a apărat pe jurații care au luat aceste decizii spunând: „Faptul că Gwen a fost o persoană transgen nu reprezintă elementul cheie în uciderea sa. Totul se rezumă la cine era ea. În realitate, Gwen a luat niște decizii cruciale în relația sa cu acuzații. Nu cred că mulți dintre jurați ar fi de acord cu implicarea unei persoane în activități sexuale, atunci când aceasta pretinde că are un sex biologic contrar realității.”

### Pledoaria lui Cazares și închiderea formală a cazului
La data de 16 decembrie 2005, în urma unei înțelegeri cu procurorul de a pleda vinovat, Cazares a acceptat acuzația de omor cu circumstanțe atenuante, în schimbul unei pedepse mai mici, de doar șase ani de închisoare. Va avea de executat puțin peste trei ani, având în vedere perioada cât a fost în arest preventiv. Cazares, Magdison și Merél au fost închiși la 27 ianuarie 2006. Nabors a fost condamnat la 11 ani de închisoare, la data de 25 august 2006.
| Acuzatul         | Încadrarea juridică a faptei     | Pedeapsa          |
| ---------------- | -------------------------------- | ----------------- |
| Jason Cazares    | Omor (cu circumstanțe atenuante) | Șase ani          |
| Michael Magidson | Crimă de gradul doi              | Cincisprezece ani |
| José Merél       | Crimă de gradul doi              | Cincisprezece ani |
| Jaron Nabors     | Omor (cu circumstanțe atenuante) | Unsprezece ani    |

## În memoria lui Gwen
Mama lui Araujo, care prefera să își numească copilul „un înger”, a declarat public în repetate rânduri că ar dori ca procesul fiicei sale să influențeze legislația cu privire la pedeapsa acordată persoanelor care comit crime din ură. Sylvia Guerrero și fratele său, David au avut câteva apariții publice înainte ca presa din S.U.A. să îi blameze pe cei care comit acte de violență împotriva persoanelor transgen.
Persoanele care au cunoscut-o pe Araujo și oamenii impresionați de drama ei au participat la funeraliile acesteia, care au avut loc la Biserica Catolică Sfântul Edward din Newark. După ceremonia de înmormântare, a fost organizat un marș către complexul comercial din oraș, la care au participat diferite persoane din colectivitatea LGBT, dar și oficialii locali. Gwen a fost menționată în cadrul paradelor „Amintiți-vă de moartea noastră!” (în engleză Remembering Our Dead), care au fost organizate în câteva orașe din S.U.A. În cadrul acestora au fost comemorate 27 de persoane transgen, inclusiv Gwen. La câteva zile după înmormântarea lui Gwen, membrii ai Bisericii Baptiste Westboro (fiind discipoli ai lui Fred Phelps) au protestat în zona orașului Newark.
La data de 23 iunie, 2004, la cererea mamei sale, numele lui Araujo a fost schimbat post-mortem, într-un cadru juridic, din Eddie în Gwen.
Pe 19 iunie, 2006 a început difuzarea filmului O fată ca mine în cinematografele din America de Nord. Fiind regizată de Agnieszka Holland, producția este bazată pe viața lui Gwen, aceasta fiind interpretată de J. D. Pardo, iar Mercedes Ruehl a preluat rolul Sylviei Guerrero.
La un an după moartea lui Araujo, Fundația Horizons a creat „Fundația Memorială «Gwen Araujo» pentru educarea oamenilor cu privire la problemele persoanelor transgen”. Acest proiect își propune să sprijine programele școlare din nouă comitate, care încearcă să le explice tinerilor adevăratele probleme ale persoanelor transgen. Însuși Sylvia Guerrero, mama lui Gwen, a ținut discursuri în câteva școli și licee, prin care explica temerile persoanelor transgen.